# アレッサンドロ・コスタクルタ
アレッサンドロ・コスタクルタ（Alessandro Costacurta, 1966年4月24日 - ）は、イタリア・ロンバルディア州ヴァレーゼ県イェラーゴ・コン・オラーゴ出身の元サッカー選手、サッカー指導者、解説者。現役時代のポジションはディフェンダー。元イタリア代表。現在はイタリアサッカー連盟副会長を務める。

## クラブ経歴
ACミランユースチームを経て1985年にトップチーム昇格。モンツァ（当時C1・3部リーグに相当）で1シーズン過ごした後はACミラン一筋でプレー。1986-87シーズンからレギュラーに定着した。その後、バレージとのプレーでポテンシャルを開花させた。クラブの黄金時代の一翼を担い、ミランでは通算663試合に出場した。コスタクルタ自身はUEFAチャンピオンズリーグ（カップ）制覇を4度経験している（1988-89・1989-90・1993-94・2002-03シーズン）、インターコンチネンタルカップも2度制した。
1993-94シーズン、準決勝のASモナコ戦で受けた警告による累積警告で、決勝のFCバルセロナ]戦には出場出来なかったが、チームは優勝を果たした。
1994年大会のCAベレス・サルスフィエルド戦では、前半にPKを献上、更に後半、キーパーへの中途半端なバックパスを相手に奪われ、ゴールを許した。その上、2度の警告を受けて退場処分となり、チームは0-2で敗戦した。2002年には、契約切れでチームを離れることが一度は決定していた。バレージがテクニカルダイレクターを務めていたフラム、そしてMLSのメトロスターズからオファーを受け、メトロスターズと契約寸前であった。既にミランの施設を訪れ、自身の荷物をまとめていた。しかしその後、チームが獲得を望んでいたアレッサンドロ・ネスタの獲得交渉が難航していたことから、急遽再契約のオファーを受け、ミランでのプレーを続けることとなった。セントラルDFのポジションには、その後チームに加入した、ネスタが入ったが、自身は左右のサイドバックとしてもプレーし、優勝を果たした2003年のチャンピオンズリーグ決勝でも、右サイドバックで先発出場するなど、チームへの貢献を続けていた。
2006-07シーズンのコッパ・イタリア準決勝ローマ戦において先発したが、その試合でオウンゴールを献上、チームも敗退し、試合後に41歳での引退を表明した。2007年5月19日にホームスタジアムのサン・シーロでのウディネーゼ戦をもって現役を引退した。試合は2-3で負けたものの、コスタクルタ自身はPKを決めて引退の花道を飾った。リーグ戦出場試合数は457試合。現役最後の41歳でのゴールは長くセリエAの歴代最年長記録であったが、2023年にズラタン・イブラヒモヴィッチによって更新された。ACミランでの公式戦通算663試合出場はパオロ・マルディーニ、フランコ・バレージに次ぐ歴代3位の記録である。

## 代表経歴
1991年11月13日にノルウェー戦で代表デビュー。1992年6月4日のアイルランド戦で代表初得点を挙げた。
代表レベルではタイトルに縁がなく、ワールドカップ（1994年・1998年）、UEFA欧州選手権（1996年）に出場したが、いずれも優勝に届かなかった。1994年のワールドカップ決勝のブラジル戦へは、準決勝のブルガリア戦で受けた警告により、累積警告で出場出来なかった。1998年のワールドカップフランス大会、準々決勝のフランス戦まで代表でプレーした。イタリア代表通算では、59試合・2得点。

## 引退後
現役引退後は、2007-08シーズンはコーチとしてクラブ内部に留まっていたが、シーズン終了後に解説者に転身し2008年10月27日にセリエB・マントヴァの監督に就任した。しかし、2009年2月10日成績不振を理由にマントヴァの監督を辞任した。リーグ戦4勝5分4敗の成績であった。その後は解説者に戻り、評論家としても活動していたが、2018年2月に15大会ぶりにW杯本戦出場を逃して引責辞任していたイタリアサッカー連盟のカルロ・タベッキオ前会長の後任としてロベルト・ファブリチーニが暫定的に就任、コスタクルタは副会長に就任（弁護士のアンジェラ・クラリツィアと共同）したことが発表された。

## 人物
- 1994年、チャンピオンズリーグ準決勝のモナコ戦では、ユルゲン・クリンスマンへのプレーによる警告、同年、ワールドカップ準決勝のブルガリア戦では、フリスト・ストイチコフへのプレーによる警告で、それぞれの大会の決勝への出場を逃したが、本人は「彼らは俳優の様で、本来ならば警告に値しないプレーであった。」回想した[3]。
- 37歳ながら先発フル出場した、2003年のインターコンチネンタルカップでは、PK戦でPKを失敗し、チームは敗戦したが、この試合がキャリアで最もエキサイティングな試合であったと話している[3]。
- ニックネームはビリー[3]。由来はミラノのバスケットボールチームの名前から。小さいころからそのチームのファンである。
- 現役時代から株式投資をしていたり、アメリカの芸術家アンディ・ウォーホルの作品を収集するなどインテリジェントな一面も持つ。また、流暢な英語を話すことでも知られる[7]。
- 離婚歴があり、現在の妻は女優のマルティナ・コロンバリ（英語版）。

## 個人成績
| クラブ     | シーズン   | 背番号     | リーグ戦 | リーグ戦 | カップ戦 | カップ戦 | 欧州 | 欧州 | その他 | その他 | 期間通算 | 期間通算 |
| クラブ     | シーズン   | 背番号     | 出場     | 得点     | 出場     | 得点     | 出場 | 得点 | 出場   | 得点   | 出場     | 得点     |
| ---------- | ---------- | ---------- | -------- | -------- | -------- | -------- | ---- | ---- | ------ | ------ | -------- | -------- |
| ACミラン   | 1986-87    |            | 0        | 0        | 2        | 0        | -    | -    | -      | -      | 2        | 0        |
| モンツァ   | 1986-87    |            | 30       | 0        | -        | -        | -    | -    | -      | -      | 30       | 0        |
| ACミラン   | 1987-88    |            | 7        | 0        | 1        | 0        | -    | -    | -      | -      | 8        | 0        |
| ACミラン   | 1988-89    |            | 26       | 0        | 7        | 0        | 7    | 0    | 1      | 0      | 41       | 0        |
| ACミラン   | 1989-90    |            | 26       | 1        | 3        | 0        | 10   | 0    | 1      | 0      | 40       | 1        |
| ACミラン   | 1990-91    |            | 25       | 0        | 3        | 0        | 6    | 0    | 1      | 0      | 35       | 0        |
| ACミラン   | 1991-92    |            | 30       | 1        | 6        | 0        | -    | -    | -      | -      | 36       | 1        |
| ACミラン   | 1992-93    |            | 31       | 0        | 6        | 0        | 10   | 0    | 1      | 0      | 48       | 0        |
| ACミラン   | 1993-94    |            | 30       | 0        | 2        | 0        | 13   | 0    | 2      | 0      | 47       | 0        |
| ACミラン   | 1994-95    |            | 27       | 0        | 3        | 0        | 8    | 0    | 2      | 0      | 40       | 0        |
| ACミラン   | 1995-96    | 29         | 30       | 0        | 3        | 0        | 7    | 0    | -      | -      | 40       | 0        |
| ACミラン   | 1996-97    | 11         | 30       | 0        | 3        | 0        | 5    | 0    | 1      | 0      | 39       | 0        |
| ACミラン   | 1997-98    | 5          | 29       | 0        | 8        | 0        | -    | -    | -      | -      | 37       | 0        |
| ACミラン   | 1998-99    | 5          | 29       | 0        | 3        | 0        | -    | -    | -      | -      | 32       | 0        |
| ACミラン   | 1999-00    | 5          | 27       | 0        | 2        | 0        | 5    | 0    | 1      | 0      | 35       | 0        |
| ACミラン   | 2000-01    | 5          | 18       | 0        | 2        | 0        | 9    | 0    | -      | -      | 29       | 0        |
| ACミラン   | 2001-02    | 5          | 21       | 0        | 3        | 0        | 7    | 0    | -      | -      | 31       | 0        |
| ACミラン   | 2002-03    | 19         | 18       | 0        | 5        | 0        | 10   | 0    | -      | -      | 33       | 0        |
| ACミラン   | 2003-04    | 19         | 22       | 0        | 5        | 0        | 8    | 0    | 1      | 0      | 36       | 0        |
| ACミラン   | 2004-05    | 5          | 14       | 0        | 3        | 0        | 5    | 0    | -      | -      | 22       | 0        |
| ACミラン   | 2005-06    | 5          | 15       | 0        | 3        | 0        | 3    | 0    | -      | -      | 21       | 0        |
| ACミラン   | 2006-07    | 5          | 3        | 1        | 5        | 0        | 3    | 0    | -      | -      | 11       | 1        |
| 通算：21年 | 通算：21年 | 通算：21年 | 488      | 3        | 78       | 0        | 116  | 0    | 11     | 0      | 693      | 3        |

## 代表歴

### 出場大会
- イタリア代表
  - 1994 FIFAワールドカップ (準優勝)
  - UEFA EURO '96 (グループリーグ)
  - 1998 FIFAワールドカップ (ベスト8)

### 試合数
- 国際Aマッチ 59試合 2得点（1991年-1998年）[8]

| イタリア代表 | 国際Aマッチ | 国際Aマッチ |
| 年           | 出場        | 得点        |
| ------------ | ----------- | ----------- |
| 1991         | 2           | 0           |
| 1992         | 8           | 1           |
| 1993         | 5           | 0           |
| 1994         | 14          | 1           |
| 1995         | 5           | 0           |
| 1996         | 6           | 0           |
| 1997         | 11          | 0           |
| 1998         | 8           | 0           |
| 通算         | 59          | 2           |

## タイトル

### クラブ
ACミラン
- セリエA：7回 (1987-88, 1991-92, 1992-93, 1993-94, 1995-96, 1998-99, 2003-04)
- コッパ・イタリア： 2002-03
- スーペルコッパ・イタリアーナ：5回 (1988, 1992, 1993, 1994, 2004)
- UEFAスーパーカップ：4回 (1989, 1990, 1994, 2003)
- UEFAチャンピオンズリーグ：5回 (1988-89, 1989-90, 1993-94, 2002-03, 2006-07)
- インターコンチネンタルカップ：2回 (1989, 1990)

### 個人
- UEFAゴールデンジュビリーポール：50位（2004年）
- ACミラン殿堂